# Sobre la voluntad en la naturaleza
Sobre la voluntad en la naturaleza (Über die Wille in der Natur en el alemán original) es un libro del filósofo alemán Arthur Schopenhauer. En él, el autor aborda el tema del mundo natural, en el que observa una aparente voluntad que guía el comportamiento de los organismos durante su ciclo vital y que rige el comportamiento del universo. En la obra, Schopenhauer compara la voluntad natural con el noúmeno (cosa en sí) de Kant, y el organismo con el fenómeno (manifestación aparente) perteneciente también a la filosofía kantiana. Las citas a Crítica de la razón pura son múltiples en la obra. Schopenhauer comenta también su pensamiento metafísico acerca de la naturaleza. La obra, pues, puede entenderse como un intento de Schopenhauer de relacionar su filosofía metafísica con las ciencias empíricas.

## Estructura
La obra, que presenta un formato similar al género del ensayo, está dividida en un prólogo, ocho capítulos y una conclusión. Los capítulos hacen referencia a distintos temas, desde la fisiología orgánica hasta la astronomía física y la sinología, dado que Schopenhauer los vio ideales para ejemplificar su postura filosófica y metafísica acerca del mundo natural.

## Contenido
En el prólogo de la obra, el autor aprovecha para criticar la filosofía académica, la cual veía excesivamente especializada, tal como había hecho dieciocho años antes en su obra capital, El mundo como voluntad y representación. Schopenhauer pone de manifiesto en el prólogo que esta filosofía academizada ha impedido que su filosofía llegara a las manos de numerosos lectores, y critica a los que denomina "filósofos de oficio" por ser incapaces de comprender su filosofía. Sin embargo, el autor reivindica la veracidad y calidad de su filosofía, y reconoce que es consciente de la existencia de unos pocos lectores suyos. Es en el prólogo de la segunda edición de esta obra donde Schopenhauer dice legor et legar (soy y seré leído), frase que en el futuro sería explotada por Friedrich Nietzsche al aceptar el fracaso de su intento de hacerse oír en vida en el ámbito filosófico (non legor et non legar).
Schopenhauer también aprovecha el prólogo de la segunda edición para atacar a algunos científicos y académicos, acusándolos de plagiar parte de su obra.

### La voluntad como moldeadora orgánica
En los primeros capítulos, Schopenhauer expone su percepción de una voluntad abstracta que guía el comportamiento animal y vegetal. Para ejemplificar esta voluntad, Schopenhauer cita el comportamiento de las arañas y abejas, cuya acción de tejer de manera proporcional su tela y construir efectivamente panales parece producto de un pensamiento racional y deliberado, sin embargo no es más que un ciego instinto. Schopenhauer explicita igualmente su postura acerca de la evolución, contraria a la del entonces famoso biólogo francés Jean-Baptiste Lamarck, cuya teoría postula que los organismos adoptan características genéticamente por voluntad propia, y que sus estructuras se adaptan para satisfacer sus necesidades volitivas. Schopenhauer dice que la postura de Lamarck implica que la voluntad derive de la inteligencia, cosa que desacredita ya que él cree que la voluntad es lo más primario en la naturaleza y la base de todos los elementos que la componen, es decir, afirma que la inteligencia deriva de la voluntad, y que la inteligencia solo es una facultad con funciones orgánicas, como podría ser un brazo o un cuerno. La posición de Schopenhauer es, en este respecto, que los organismos se adaptan a sus circunstancias y adquieren características obedeciendo a la voluntad natural que las exige para su supervivencia. Schopenhauer afirma que la voluntad puede entenderse igual que el nóumeno, la cosa en sí de Kant, y al organismo aparente como la representación o manifestación de esta voluntad, es decir, el fenómeno. Schopenhauer, pues, defiende la noción que los organismos obedecen a la voluntad natural y no a su propio intelecto. 
Schopenhauer también afirma que esta voluntad puede apreciarse igualmente en ramas del conocimiento ajenas a la vida, como en la astronomía con la gravitación.